# Not Okay
Pour plus de détails, voir Fiche technique et Distribution.
Not Okay est une comédie dramatique satirique américaine écrite et réalisée par Quinn Shephard et sortie en 2022.
Le film est sorti dès le 29 juillet 2022 sur Hulu aux États-Unis et sur Disney+ à l'international.

## Synopsis
Une jeune femme malavisée cherche désespérément à se faire des amis et à devenir célèbre. Elle simule alors un séjour à Paris pour renforcer sa présence sur les réseaux sociaux. Lorsqu'un incident terrifiant se produit dans le monde « réel » et fait partie de son voyage imaginaire à son corps défendant, son mensonge devient un dilemme moral qui lui offre toute l'attention qu'elle souhaitait.

## Fiche technique
- Réalisation et scénario : Quinn Shephard
- Musique : Pierre-Philippe Côté
- Pays de production :  États-Unis
- Langue originale : anglais
- Durée : 103 minutes
- Date de sortie :
  - États-Unis, Canada : 29 juillet 2022 (sur Hulu)
  - France : n/a Date sujette à modification
- Classification :
  - États-Unis : R-Restricted (Interdit aux moins de 17 ans)

## Distribution
- Zoey Deutch : Danni Sanders
- Mia Isaac : Rowan Aldren
- Dylan O'Brien : Colin
- Nadia Alexander : Harper
- Tia Dionne Hodge : Linda Aldren
- Negin Farsad : Susan
- Embeth Davidtz : Judith Sanders
- Brennan Brown : Harold Sanders
- Karan Soni : Kelvin
- Dash Perry : Larson
- Sarah Yarkin : Julie
- Caroline Calloway : elle-même
- Quinn Shephard : elle-même
- Rocco Botte : lui-même
- Shawn Chatfield : lui-même

## Production
Le film est produit par Searchlight Pictures.